# Emilio Vedova

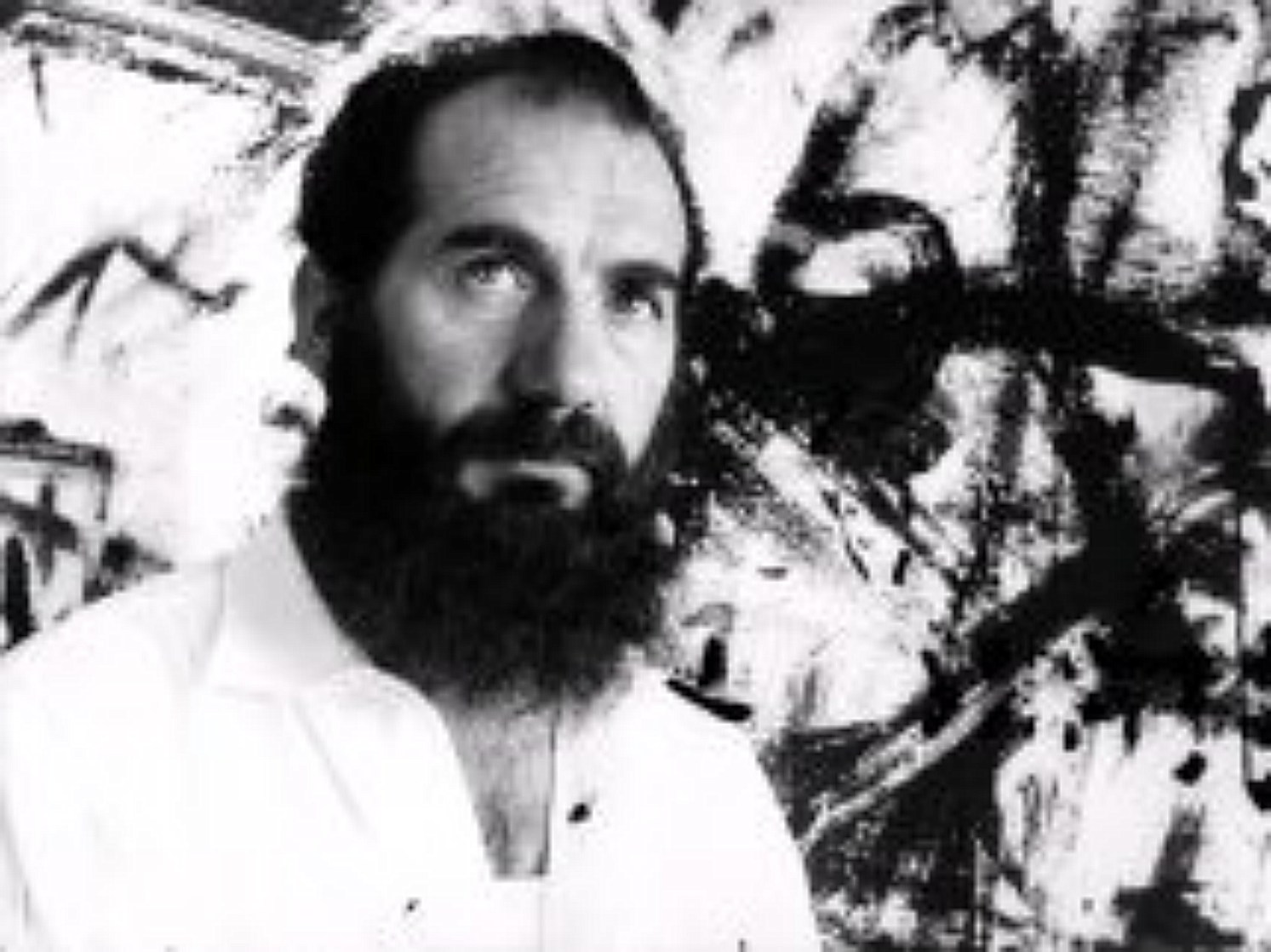
Emilio Vedova

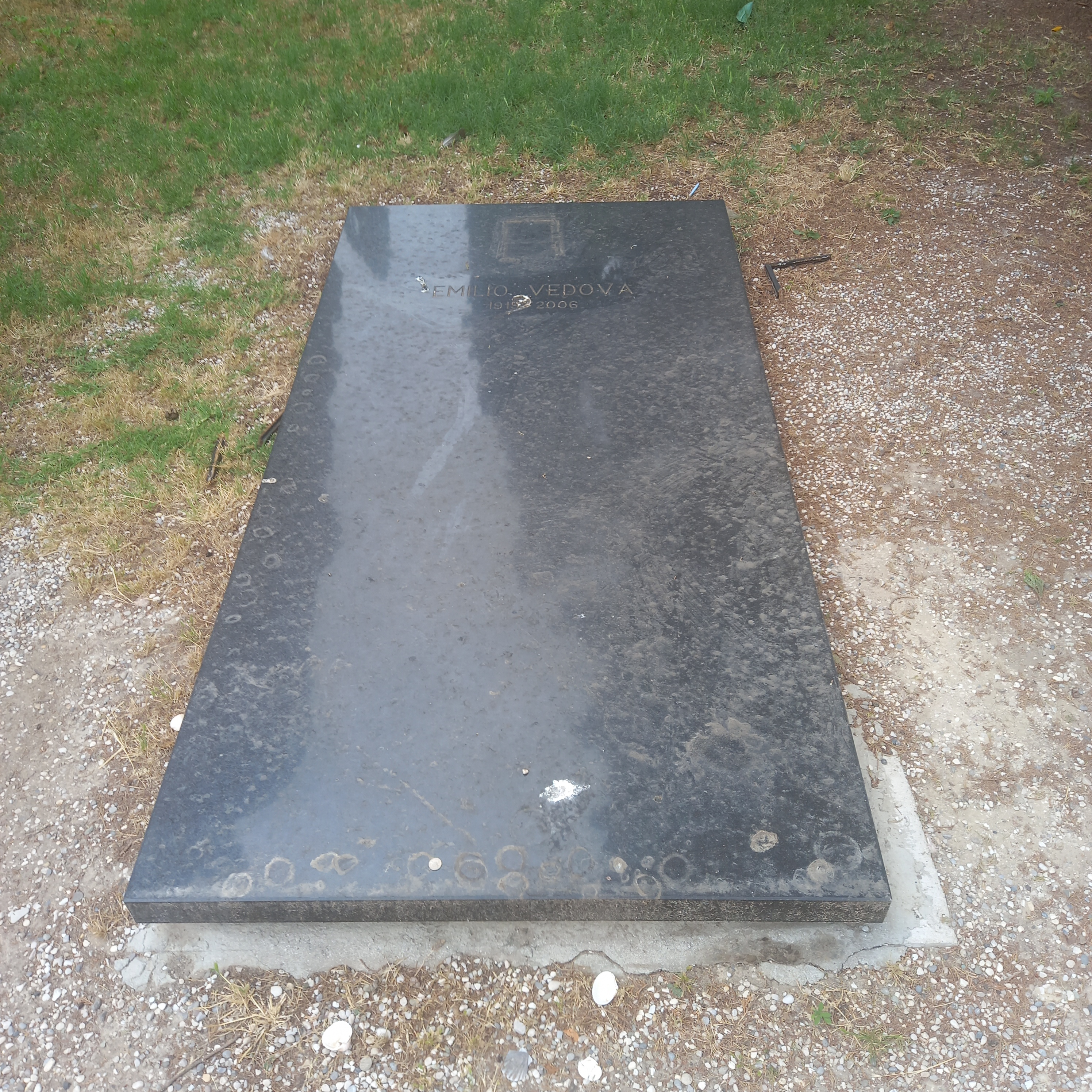
Das Grab von Emilio Vedova auf dem Friedhof von San Michele in Venedig

Emilio Vedova (* 9. August 1919 in Venedig; † 25. Oktober 2006 in Venedig) war ein italienischer Maler des Informel.

## Leben und Werk
Emilio Vedova arbeitete von 1930 bis 1935 bei einem Fotografen, einem Restaurator und auch zeitweilig als Fabrikarbeiter. Nebenher besuchte die Abendschule für Kunst an der Scuola Grande dei Carmini in Venedig. Zwischen 1936 und 1943 hielt er sich wechselweise in Rom, Venedig und Florenz auf.
Im Jahr 1942 schloss er sich der antifaschistischen Künstler- und Literaturgruppe „Corrente“ an. Zu dieser Künstlerverbindung gehörten auch Renato Birolli (1905–1959), Renato Guttuso (1911–1987), Ennio Morlotti (1910–1992) und Umberto Vittorini (1890–1979). Gemeinsam mit Ennio Morlotti gab er 1946 das Manifest „Oltre Guernica“ heraus. Im gleichen Jahr war er Mitbegründer der Gruppe Fronte Nuovo delle Arti, die nach den Erfahrungen der faschistischen Jahre eine Erneuerung der italienischen Kunst anstrebten. Kurze Zeit darauf 1952, wurde er Mitglied der Gruppo degli Otto. In dieser Zeit entwickelte sich Emilio Vedova zu einem der Hauptvertreter der italienischen Informel-Malerei der 1950er und frühen 1960er Jahre. Mitte der 1950er Jahre wandte er sich völlig der abstrakten Malerei zu. Nach einer geometrischen Phase folgte die Hinwendung zur gestisch-spontanen informellen Malerei.
Erstmals beteiligte sich Emilio Vedova 1947 an der Biennale von Venedig gemeinsam mit mehreren Mitgliedern der Gruppe „Corrente“. 1955 war der er dann erstmals Teilnehmer der documenta 1 und 1959 erneut Teilnehmer der documenta 2 in Kassel. Er erhielt 1960 den Großen Preis der Biennale von Venedig. Er war ebenfalls Teilnehmer der documenta III 1964 und der documenta 7 1982 in Kassel. 1993 wurde er mit einem Antonio-Feltrinelli-Preis ausgezeichnet. In den Jahren 1984 und 1986 widmeten ihm das Museo Correr in Venedig und die Bayrische Staatsgemäldegalerie in München eine große Retrospektive.
Emilio Vedova verstarb am 25. Oktober 2006 im Alter von 87 Jahren in seiner Heimatstadt Venedig.